# Marcos Alonso Imaz
Marcos Alonso Imaz of Marquitos (Santander, 16 april 1933 – aldaar, 6 maart 2012) was een Spaans voetballer. Marquitos is het best bekend door zijn periode bij Real Madrid. Zo maakte hij vijfmaal deel van de selectie die vijf opeenvolgende titels won in de Europacup I, en dit in de periode 1956-1960. Tevens speelde hij twee wedstrijden voor het Spaans voetbalelftal.
Zijn jongere broer Antonio speelde voor Excelsior en Blauw-Wit.
Alonso Imaz overleed op 78-jarige leeftijd.

## Erelijst
Real Madrid
- La Liga: 1954/55, 1956/57, 1957/58, 1960/61, 1961/62
- Copa del Generalísimo: 1961/62
- Copa Latina: 1955, 1957
- Europacup I: 1955/56, 1956/57, 1957/58, 1958/59, 1959/60
- Wereldbeker voor clubteams: 1960